# Ganges Cavus
Il Ganges Cavus è una formazione geologica della superficie di Marte.